# Bataille de Trenton
Guerre d'indépendance des États-Unis
Batailles
- Long Island
- Kips Bay
- Harlem Heights
- Pell's Point
- White Plains
- Fort Washington
- Embuscade de Geary (en)
- Iron Works Hill
- Traversée du Delaware par George Washington
- Trenton
- Assunpink Creek
- Princeton
- Guerre du fourrage (en)
- Millstone

La bataille de Trenton se déroula le 26 décembre 1776, lors de la guerre d'indépendance des États-Unis après la célèbre traversée du Delaware par Washington. Le général George Washington conduisit l'armée continentale à travers la rivière pour surprendre et éliminer la garnison allemande mercenaire des Britanniques à Trenton (New Jersey). Cette écrasante victoire permit de ménager l'armée continentale et de la mettre en bonne posture pour la bataille de Princeton qui eut lieu la semaine suivante.

## Contexte
Trenton était occupé par trois régiments de 1 400 soldats hessiens, commandés par le colonel Johann Rall. L’armée de George Washington, qui comptait environ 2 400 hommes, attaqua sur deux colonnes : celle du major général Nathanael Greene venant du nord et celle du major général John Sullivan venant de l’ouest. Une troisième division devait attaquer par le sud, mais à cause du temps, elle ne parvint jamais à traverser la rivière.
On a souvent dit que les Hessois qui venaient de célébrer Noël étaient trop saouls pour être convenablement préparés à la bataille, mais cette idée est fausse. Si les Américains ont remporté la bataille de Trenton, c’est grâce à un espion nommé John Honeyman qui réussit à collecter des renseignements et à tromper les forces adverses sur l’état des troupes américaines. La traversée de la Delaware eut lieu au moment d’une tempête et surprit les Hessiens.[réf. nécessaire]

## Bataille

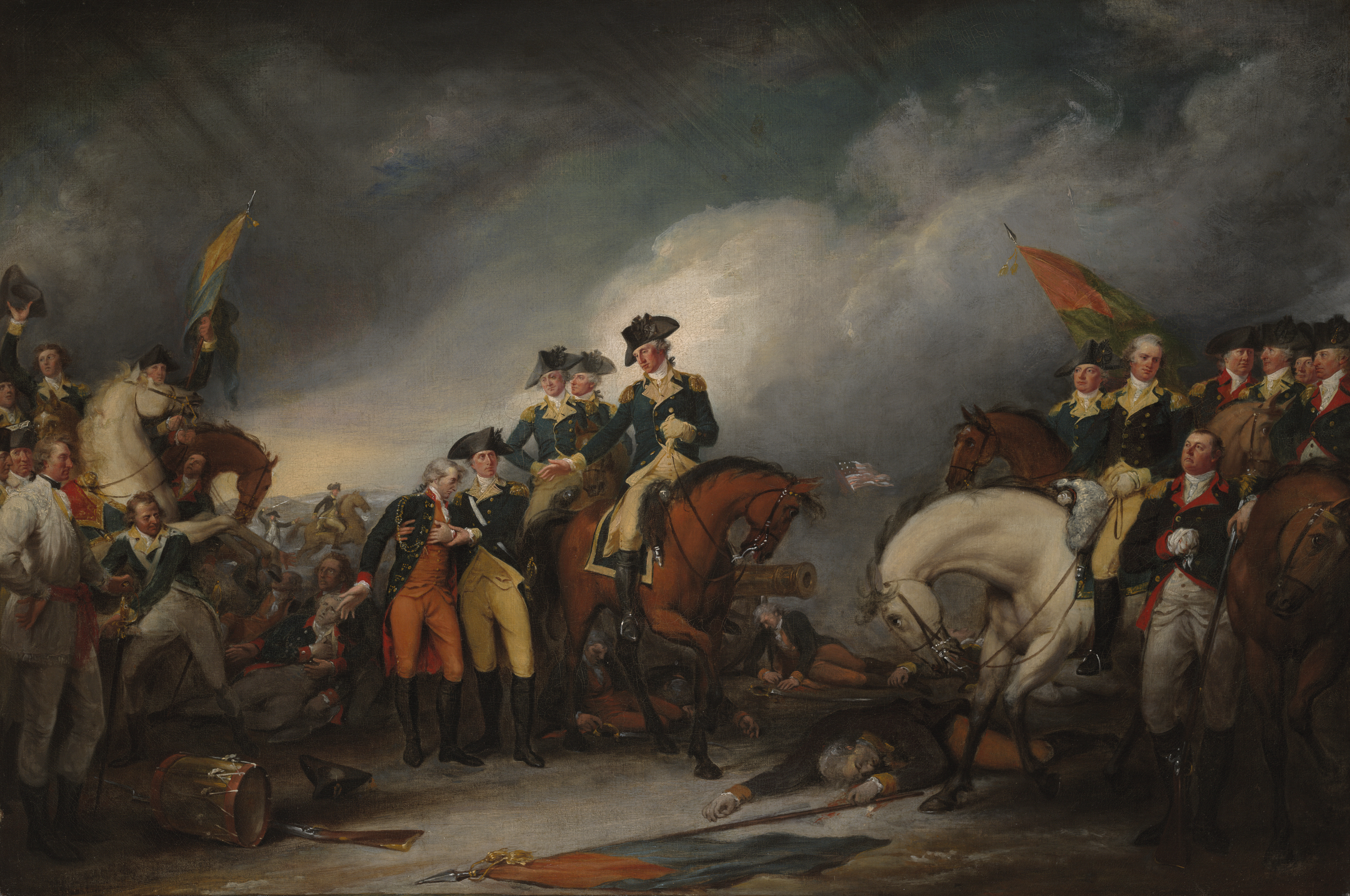
La capture des Hessiens à Trenton, 26 décembre 1776, par John Trumbull

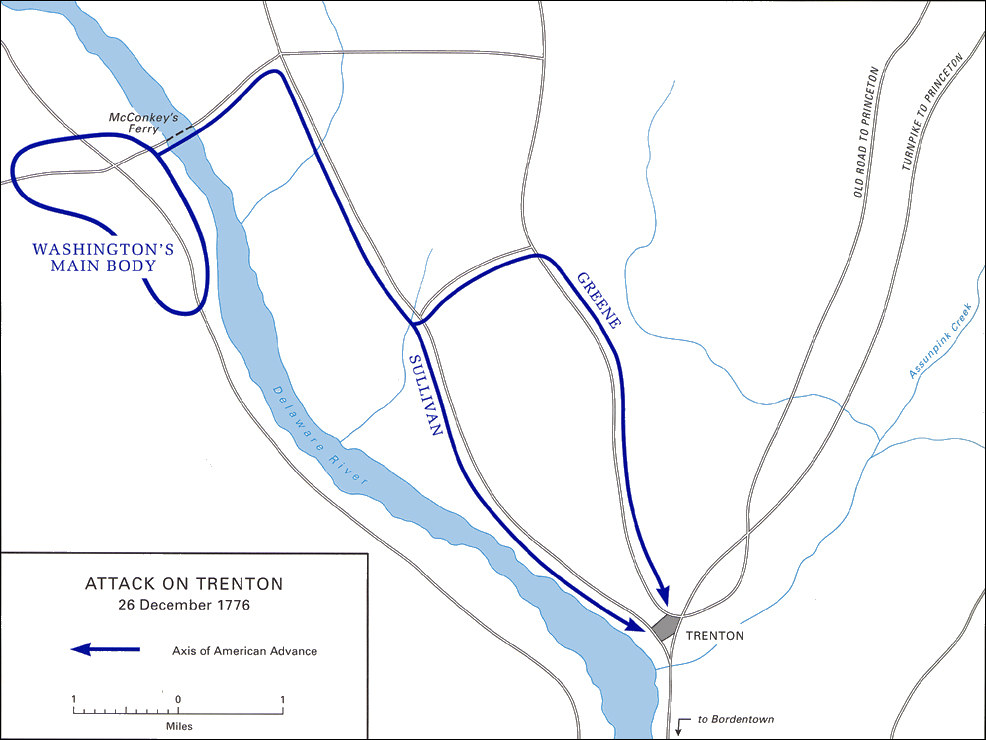
Le plan d'attaque américain sous le commandement de George Washington.

La traversée de la Delaware fut retardée par une tempête de neige dans la nuit du 25 au 26 décembre 1776 : finalement, les troupes américaines furent de l’autre côté le 26 décembre à 3 heures du matin et les affrontements s’engagèrent à 8 heures. La bataille ne dura qu’une heure.
Les Hessois perdirent 23 hommes et 913 furent capturés ; les pertes américaines étaient quant à elles très réduites : deux officiers furent blessés, le cousin de George Washington et James Monroe, le futur Président des États-Unis. Les quatre colonels hessois furent tous tués dans la bataille.

## Conséquences
Vers midi, les troupes américaines avaient de nouveau franchi le Delaware et étaient retournées en Pennsylvanie avec les prisonniers. Ce succès redonna confiance au Congrès continental car il montrait que les Américains étaient capables de défaire des troupes régulières. À la suite de cette bataille, de nombreux hommes s’engagèrent dans l’armée. La défaite de Long Island semblait effacée.
Emanuel Leutze immortalisa la traversée du Delaware dans un célèbre tableau. Cependant, cette toile relève davantage du symbole que de la vérité historique : la rivière n’est pas gelée et dangereuse ; le drapeau que tient James Monroe ne fut créé que six mois après les événements. La traversée eut lieu avant l’aube.

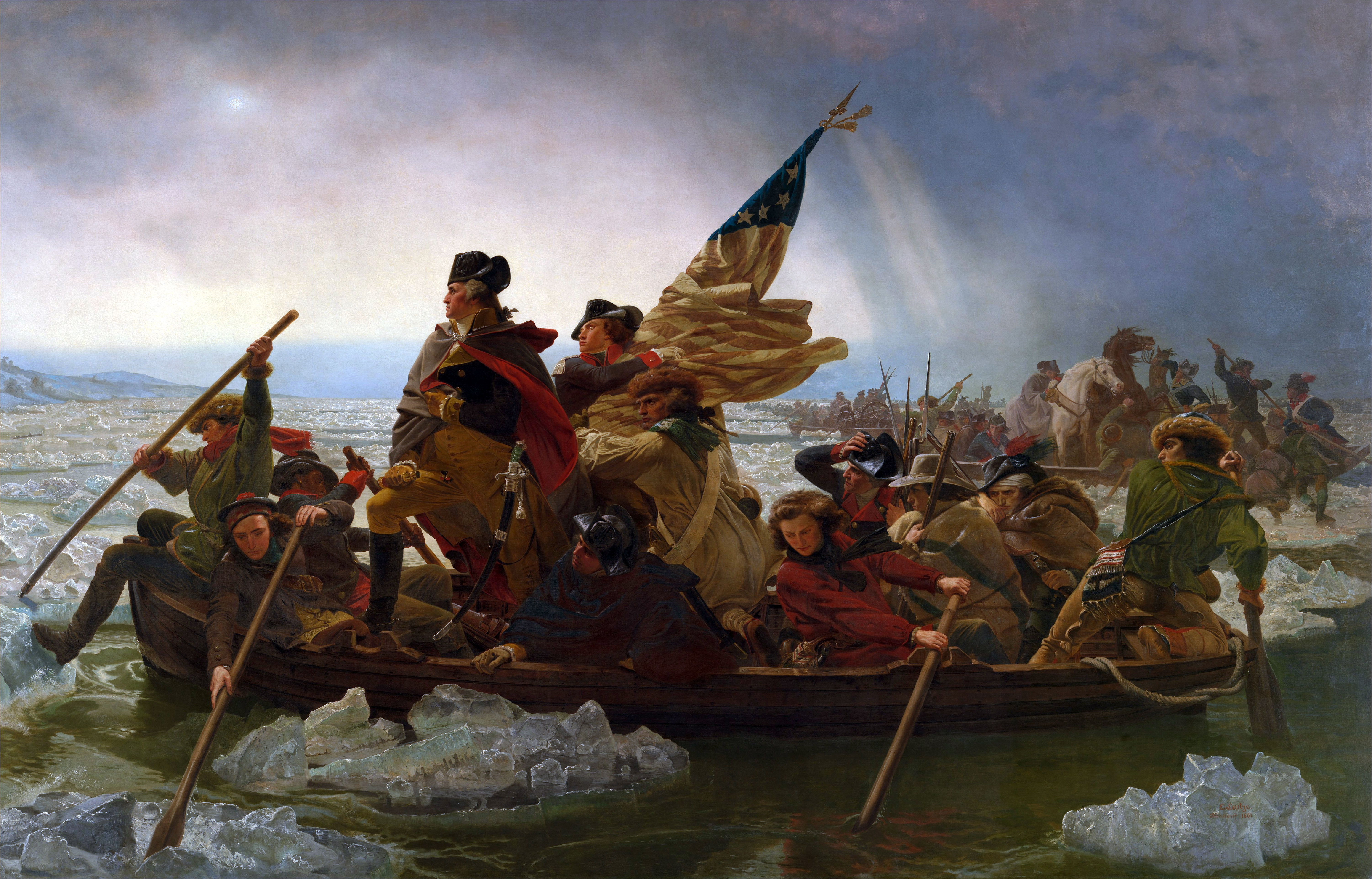
George Washington franchissant le fleuve Delaware, 1851, Metropolitan Museum of Art, New York

## Deuxième bataille de Trenton
Cependant, après la victoire américaine, George Washington s’attendait à une contre-offensive des armées britanniques. Il décida de prendre les devant, retraversa la Delaware le 30 décembre 1776 afin de rencontrer les ennemis de nouveau à Trenton. La bataille eut lieu le 2 janvier 1777 contre les armées du général Cornwallis. L’armée de Washington réussit à faire reculer les Britanniques ; l’affrontement devait se poursuivre à la bataille de Princeton.

## Culture populaire
- Le rappeur Astronautalis a écrit la chanson Trouble Hunters comme un hymne à la bataille de Trenton.